# Milán-San Remo 2023
La 114.ª edición de la Milán-San Remo tuvo lugar el 18 de marzo de 2023 a lo largo de 294 kilómetros en total.
El neerlandés Mathieu van der Poel logró hacerse con la victoria en la prueba, logrando su tercer Monumento.

## Equipos participantes
En la edición de 2023 participaron un total de 25 equipos, los 18 UCI WorldTeam y siete equipos UCI ProTeam:
| WorldTeams (18)- AG2R Citroën Team - Alpecin-Deceuninck - Astana Qazaqstan Team - Bahrain Victorious - Bora-Hansgrohe - Cofidis - EF Education-EasyPost - Groupama-FDJ - Ineos Grenadiers - Intermarché-Circus-Wanty - Jumbo-Visma - Movistar Team - Soudal Quick-Step - Arkéa-Samsic - Team Jayco AlUla - Team DSM - Trek-Segafredo - UAE Team Emirates ProTeams (7)- Eolo-Kometa - Green Project-Bardiani CSF-Faizanè - Israel-Premier Tech - Lotto Dstny - Q36.5 Pro Cycling Team - TotalEnergies - Tudor Pro Cycling Team |
| |

## Clasificación final
- La clasificación finalizó de la siguiente forma:[3]

| \| Clasificación general \| Clasificación general \| Clasificación general \| Clasificación general \| Clasificación general \| \| Ciclista \| Ciclista \| Equipo \| Tiempo \| \| \| --------------------- \| --------------------- \| --------------------- \| --------------------- \| --------------------- \| \| 1.º \| Mathieu van der Poel \| Alpecin-Deceuninck \| 6 h 25 min 23 s \| \| \| 2.º \| Filippo Ganna \| Ineos Grenadiers \| + 15 s \| \| \| 3.º \| Wout van Aert \| Jumbo-Visma \| + 15 s \| \| \| 4.º \| Tadej Pogačar \| UAE Team Emirates \| + 15 s \| \| \| 5.º \| Søren Kragh Andersen \| Alpecin-Deceuninck \| + 26 s \| \| \| 6.º \| Mads Pedersen \| Trek-Segafredo \| + 26 s \| \| \| 7.º \| Neilson Powless \| EF Education-EasyPost \| + 26 s \| \| \| 8.º \| Matej Mohorič \| Bahrain Victorious \| + 26 s \| \| \| 9.º \| Anthony Turgis \| TotalEnergies \| + 26 s \| \| \| 10.º \| Jasper Stuyven \| Trek-Segafredo \| + 26 s \| \| \| 11.º \| Julian Alaphilippe \| Soudal Quick-Step \| + 26 s \| \| \| 12.º \| Davide Ballerini \| Soudal Quick-Step \| + 32 s \| \| \| 13.º \| Christophe Laporte \| Jumbo-Visma \| + 32 s \| \| \| 14.º \| Magnus Cort \| EF Education-EasyPost \| + 32 s \| \| \| 15.º \| Jasper Philipsen \| Alpecin-Deceuninck \| + 32 s \| \| \| 16.º \| Caleb Ewan \| Lotto Dstny \| + 32 s \| \| \| 17.º \| Marco Haller \| Bora-Hansgrohe \| + 32 s \| \| \| 18.º \| Nikias Arndt \| Bahrain Victorious \| + 32 s \| \| \| 19.º \| Matteo Trentin \| UAE Team Emirates \| + 32 s \| \| \| 20.º \| Yves Lampaert \| Soudal Quick-Step \| + 32 s \| \| |                      |                       |                 |
| |                      |                       |                 |
| Fuente: ProCyclingStats |                      |                       |                 |
| Clasificación general |                      |                       |                 |
| Ciclista | Ciclista             | Equipo                | Tiempo          |
| 1.º | Mathieu van der Poel | Alpecin-Deceuninck    | 6 h 25 min 23 s |
| 2.º | Filippo Ganna        | Ineos Grenadiers      | + 15 s          |
| 3.º | Wout van Aert        | Jumbo-Visma           | + 15 s          |
| 4.º | Tadej Pogačar        | UAE Team Emirates     | + 15 s          |
| 5.º | Søren Kragh Andersen | Alpecin-Deceuninck    | + 26 s          |
| 6.º | Mads Pedersen        | Trek-Segafredo        | + 26 s          |
| 7.º | Neilson Powless      | EF Education-EasyPost | + 26 s          |
| 8.º | Matej Mohorič        | Bahrain Victorious    | + 26 s          |
| 9.º | Anthony Turgis       | TotalEnergies         | + 26 s          |
| 10.º | Jasper Stuyven       | Trek-Segafredo        | + 26 s          |
| 11.º | Julian Alaphilippe   | Soudal Quick-Step     | + 26 s          |
| 12.º | Davide Ballerini     | Soudal Quick-Step     | + 32 s          |
| 13.º | Christophe Laporte   | Jumbo-Visma           | + 32 s          |
| 14.º | Magnus Cort          | EF Education-EasyPost | + 32 s          |
| 15.º | Jasper Philipsen     | Alpecin-Deceuninck    | + 32 s          |
| 16.º | Caleb Ewan           | Lotto Dstny           | + 32 s          |
| 17.º | Marco Haller         | Bora-Hansgrohe        | + 32 s          |
| 18.º | Nikias Arndt         | Bahrain Victorious    | + 32 s          |
| 19.º | Matteo Trentin       | UAE Team Emirates     | + 32 s          |
| 20.º | Yves Lampaert        | Soudal Quick-Step     | + 32 s          |

## Ciclistas participantes y posiciones finales
Convenciones:
- AB: Abandono
- FLT: Retiro por llegada fuera del límite de tiempo
- NTS: No tomó la salida
- DES: Descalificado o expulsado

## UCI World Ranking
La Milán-San Remo otorgó puntos para el UCI World Ranking para corredores de los equipos en las categorías UCI WorldTeam, UCI ProTeam y Continental. Las siguientes tablas son el baremo de puntuación y los diez corredores que obtuvieron más puntos:
| Posición   | 1.º | 2.º | 3.º | 4.º | 5.º | 6.º | 7.º | 8.º | 9.º | 10.º | 11.º | 12.º | 13.º | 14.º | 15.º | 16.º-20.º | 21.º-30.º | 31.º-50.º | 51.º-55.º | 56.º-60.º |
| Puntuación | 800 | 640 | 520 | 440 | 360 | 280 | 240 | 200 | 160 | 135  | 110  | 95   | 85   | 65   | 55   | 50        | 30        | 15        | 10        | 5         |

| Clasificación |                      |                       |        |
| Posición      | Ciclista             | Equipo                | Puntos |
| ------------- | -------------------- | --------------------- | ------ |
| 1.º           | Mathieu van der Poel | Alpecin-Deceuninck    | 800    |
| 2.º           | Filippo Ganna        | INEOS Grenadiers      | 640    |
| 3.º           | Wout van Aert        | Jumbo-Visma           | 520    |
| 4.º           | Tadej Pogačar        | UAE Emirates          | 440    |
| 5.º           | Søren Kragh Andersen | Alpecin-Deceuninck    | 360    |
| 6.º           | Mads Pedersen        | Trek-Segafredo        | 280    |
| 7.º           | Neilson Powless      | EF Education-EasyPost | 240    |
| 8.º           | Matej Mohorič        | Bahrain Victorious    | 200    |
| 9.º           | Anthony Turgis       | TotalEnergies         | 160    |
| 10.º          | Jasper Stuyven       | Trek-Segafredo        | 135    |